# Ponte dei Severi
Il ponte dei Severi (noto anche come ponte Chabinas o ponte Cendere o ponte di Settimio Severo; in turco Cendere Köprüsü) è un ponte tardo romano situato nei pressi dell'antica città di Arsameia (oggi Eskikale), 55 km (34 mi) a nord-est di Adıyaman nel sud-est della Turchia. Attraversa il fiume Cendere Çayı (Chabinas Creek), un affluente del Kâhta Creek, sulla strada provinciale 02-03 da Kâhta a Sincik nella provincia di Adıyaman. Questo ponte è stato descritto e raffigurato nel 1883 dagli archeologi Osman Hamdi Bey e Osgan Efendi. Una sua foto insieme ad una sua descrizione compaiono nell'opera "Wandering Scholar in The Levant" di David George Hogarth, pubblicata nel 1896, nel capitolo 4. È anche presente una descrizione di una visita nel 1894 (prefazione).

## Descrizione e storia

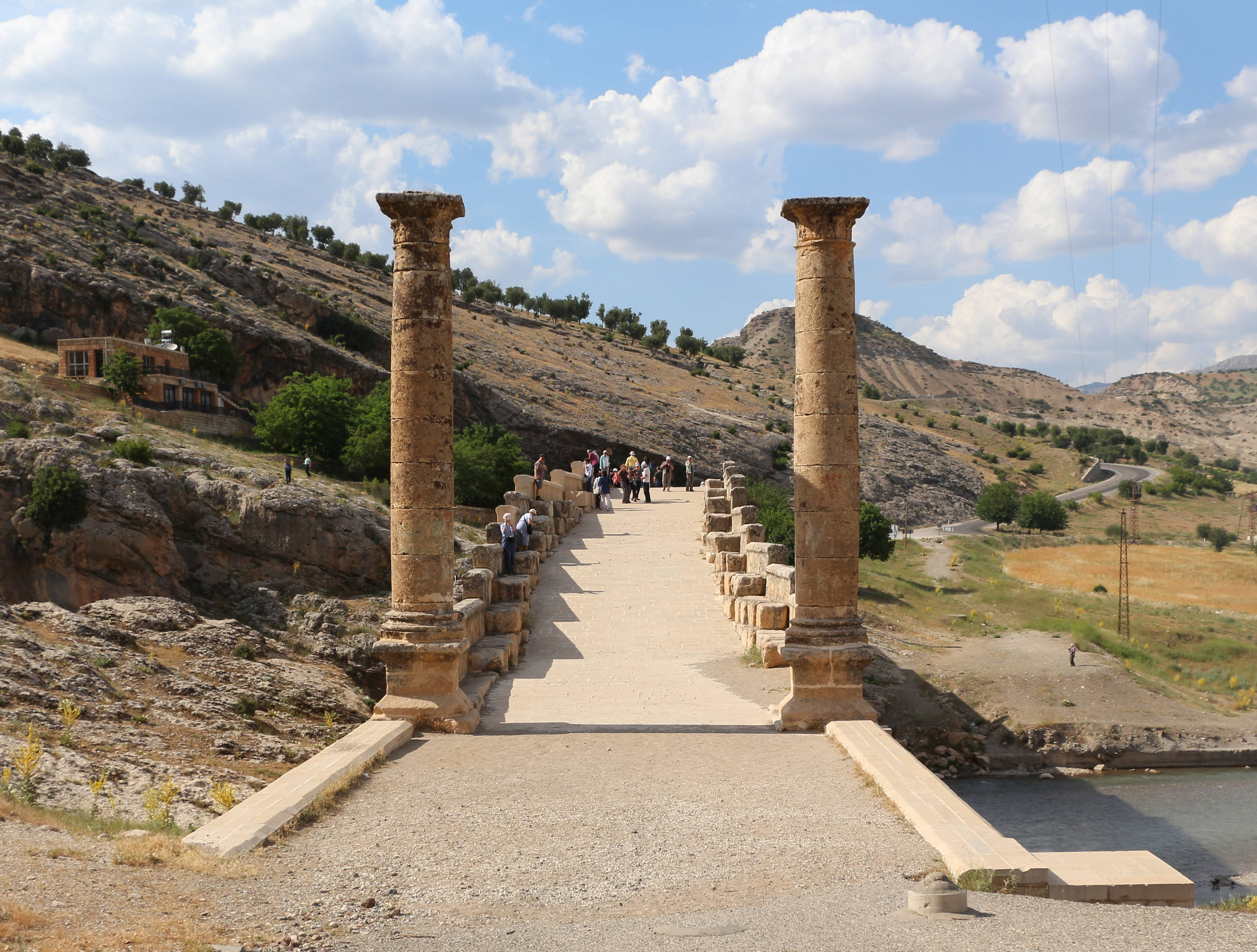
Carreggiata fiancheggiata da antiche colonne

Il ponte è costruito ad arco semplice, su due rocce nel punto più stretto del torrente. Con i suoi 34,2 m (112 ft) di luce, la struttura è molto probabilmente il secondo più grande ponte ad arco romano esistente. È lungo 120 m (390 ft) e largo 7 m (23 ft).
Il ponte fu ricostruito dalla Legio XVI Gallica, che presidiava con una guarnigione l'antica città di Samosata (oggi Samsat), in previsione di una guerra con i Parti . Le città del Regno di Commagene innalzarono quattro colonne corinzie sul ponte, in onore dell'imperatore romano Lucio Settimio Severo (193-211), della sua seconda moglie Giulia Domna e dei loro figli Caracalla e Geta come indicato nell'inscrizione in latino sul ponte.. Tutte possiedono un'altezza di 9-10 metri. La colonna di Geta, tuttavia, fu rimossa dopo l'assassinio per volere di Caracalla, che ordinò che il nome del fratello fosse rimosso da tutte le iscrizioni.
Il ponte severiano è situato all'interno di uno dei parchi nazionali più importanti della Turchia, che contiene anche Nemrut Dağı, con i famosi resti del regno di Commagene, dichiarato Patrimonio dell'Umanità dall'UNESCO. Nel 1997 il ponte fu restaurato ed il traffico veicolare limitato a 5 tonnellate. Il ponte è ora chiuso ai veicoli ed è stato costruito un nuovo ponte stradale 500 m (550 yd) a est del vecchio ponte.